# Повний стіл дівчат
«Повний стіл дівчат» (англ. A Deskful of Girls) — науково-фантастичне оповідання Фріца Лайбера, вперше опубліковане журналом «The Magazine of Fantasy & Science Fiction» 1958 року.

## Сюжет
Зірка Голлівуду Евелін Корд'ю найняла Кара МакКея, щоб той викупив папку з особистими даними у її психіатра Еміля Слайкера.
Слайкер довго розповідав МакКею містичні речі про свій робочий стіл з шухлядою повною дівчат з найтоншої екто-плазми, які є тінями-привидами зрізаними з його пацієнток під час гіпнотичних сеансів.
Коли він дізнається про пропозицію, то ув'язнює МакКея в кріслі, яке використовувалось для знерухомлення його пацієнток.
В цей час до кабінету вривається Евелін, зв'язує Слайкера, та забирає із своєї папки 5 зрізаних з неї тіней, кожна з яких обособлювала одну з рис її характеру. Щоб повернути їх, вона надягає їх як одяг.
Вона звільняє МакКея і підпалює вміст шухлядки. Підпалені тіні обліплюють Слайкера.